# Bram Ghuys
Bram Ghuys (Halle, 14 februari 1993) is een Belgische atleet, die gespecialiseerd is in het hoogspringen. Hij veroverde tot op heden elf Belgische titels.

## Loopbaan
Ghuys behaalde in de jeugdtijd verschillende titels in het hoogspringen. In 2010 won hij het zilver op de Europese Jeugd Olympische Trials in Moskou en behaalde hij de vijfde plaats op de eerste Olympische Jeugdzomerspelen in Singapore.
Hij veroverde in 2012 zijn eerste Belgische titels bij de senioren. In 2013 en 2015 nam hij deel aan de Europese kampioenschappen voor U23 en behaalde in 2015 de finale.

### Clubs
Ghuys is aangesloten bij Olympic Essenbeek Halle.

## Belgische kampioenschappen
Outdoor
| Onderdeel    | Jaar                               |
| ------------ | ---------------------------------- |
| hoogspringen | 2012, 2013, 2014, 2016, 2017, 2018 |

Indoor
| Onderdeel    | Jaar                         |
| ------------ | ---------------------------- |
| hoogspringen | 2012, 2013, 2014, 2015, 2016 |

## Persoonlijke records
Outdoor
| Onderdeel    | Prestatie | Datum        | Plaats     |
| ------------ | --------- | ------------ | ---------- |
| hoogspringen | 2,26 m    | 15 juli 2018 | Nieuwpoort |

Indoor
| Onderdeel    | Prestatie | Datum            | Plaats |
| ------------ | --------- | ---------------- | ------ |
| hoogspringen | 2,23 m    | 13 februari 2016 | Gent   |

## Palmares
hoogspringen
- 2010: 5e Olympische Jeugdzomerspelen in Singapore - 2,14 m
- 2010:  BK AC - 2,13 m
- 2012:  BK indoor AC - 2,12 m
- 2012:  BK AC - 2,07 m
- 2013:  BK indoor AC - 2,10 m
- 2013: 16e EK U23 in Tampere - 2,17 m
- 2013:  BK AC - 2,20 m
- 2014:  BK indoor AC - 2,13 m
- 2014:  BK AC - 2,15 m
- 2015:  BK indoor AC - 2,07 m
- 2015: 10e EK U23 in Tallinn - 2,15 m
- 2015:  BK AC - 2,11 m
- 2016:  BK indoor AC - 2,16 m
- 2016:  BK AC - 2,21 m
- 2017:  BK AC - 2,13 m
- 2018:  BK indoor AC – 2,17 m
- 2018:  BK AC - 2,24 m
- 2018: 13e in kwal. EK in Berlijn - 2,16 m
- 2019:  BK indoor AC – 2,19 m
- 2019:  BK AC - 2,11 m
- 2020:  BK indoor AC – 2,19 m
- 2022:  BK indoor AC – 2,15 m
- 2023:  BK indoor AC - 2,10 m